# Corchorus junodii
Corchorus junodii là một loài thực vật có hoa trong họ Cẩm quỳ. Loài này được (Schinz) N.E.Br. mô tả khoa học đầu tiên năm 1908.